# 宮崎県道27号宮崎北郷線
宮崎県道27号宮崎北郷線（みやざきけんどう27ごう みやざききたごうせん）は、宮崎県宮崎市から日南市に至る県道（主要地方道）である。

## 概要

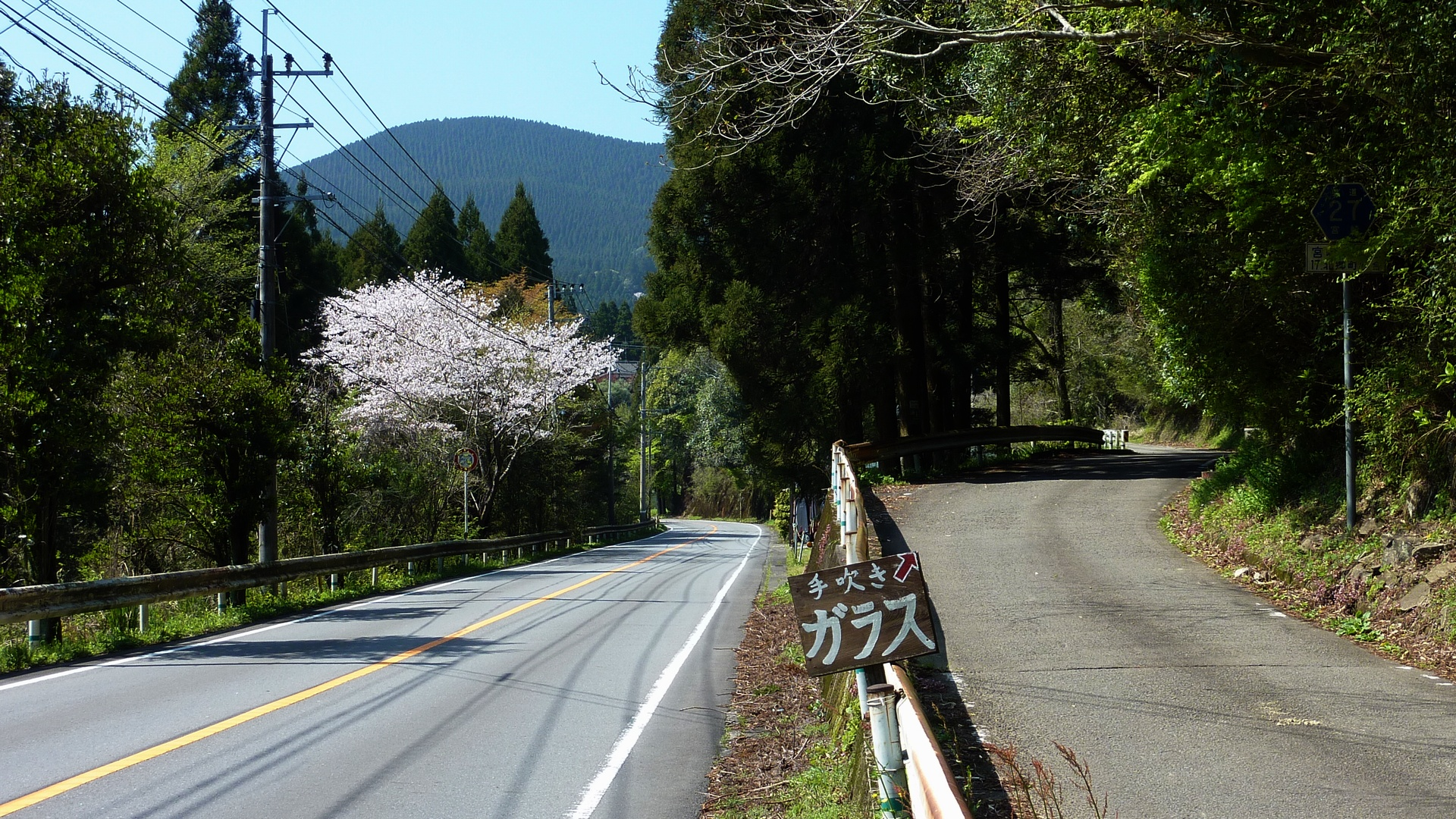
県道27号終点（右側）。県道28号（左側）との整備状況の格差が垣間見える。2010年撮影。

宮崎市源藤町から宮崎市清武町を経由して日南市を直線的に結ぶ山岳ルートであり、旧飫肥街道（おびかいどう）の大部分に相当する。
前身の飫肥街道を含めると400年以上の歴史を有する路線である。江戸時代は飫肥城（日南市）と地頭所のあった清武郷中野を結ぶ伊東氏飫肥藩の幹線道路として、飫肥藩の参勤交代路として、高鍋藩が飛地の串間へ向かうための路線として利用されていた。
明治期以降も南那珂郡役所所在地となった飫肥と宮崎県庁を結ぶ幹線道路として機能していたが、その後は舗装工事程度しかされず、2008年現在も半数以上（18.3534 km）が未改良区間として残されている。これに対して、20世紀中期以降は海岸ルートの国道220号が、1990年代以降は同じ山岳ルートの宮崎県道28号日南高岡線がいずれもほぼ全区間改良済の2車線道路となったことで、幹線道路としての地位をこの2路線に譲っている。

### 飫肥街道の範囲
狭義の飫肥街道は飫肥城から北郷・清武を経由して清武加納で鹿児島街道（現在の国道269号に相当）に合流する区間を指すが、広義の飫肥街道には清武町 - 佐土原城（宮崎市佐土原町上田島）の区間（国道269号・国道220号・国道10号・国道219号に相当）も含まれる。宮崎県が1983年（昭和58年）に制定した「愛称ロード」の飫肥街道は国道222号を選定しており、いずれの飫肥街道とも関係はない。
狭義の飫肥街道はおおよそ現在の郷之原日南線（県道430号）、日南高岡線（県道28号）、猪八重線（県道429号）、県道27号に相当するが、花立山越え（日南市北郷町区域内）の区間は車道が通じていない。

### 路線データ
- 起点：宮崎県宮崎市源藤町（源藤交差点、国道220号交点）
- 終点：宮崎県日南市北郷町北河内（宮崎県道28号日南高岡線交点）
- 主な経由地：宮崎県宮崎市清武町[2]
- 総延長：32.7626 km
- 実延長：30.9751 km
- 未改良延長：18.3534 km

延長はいずれも2008年4月1日現在

## 歴史

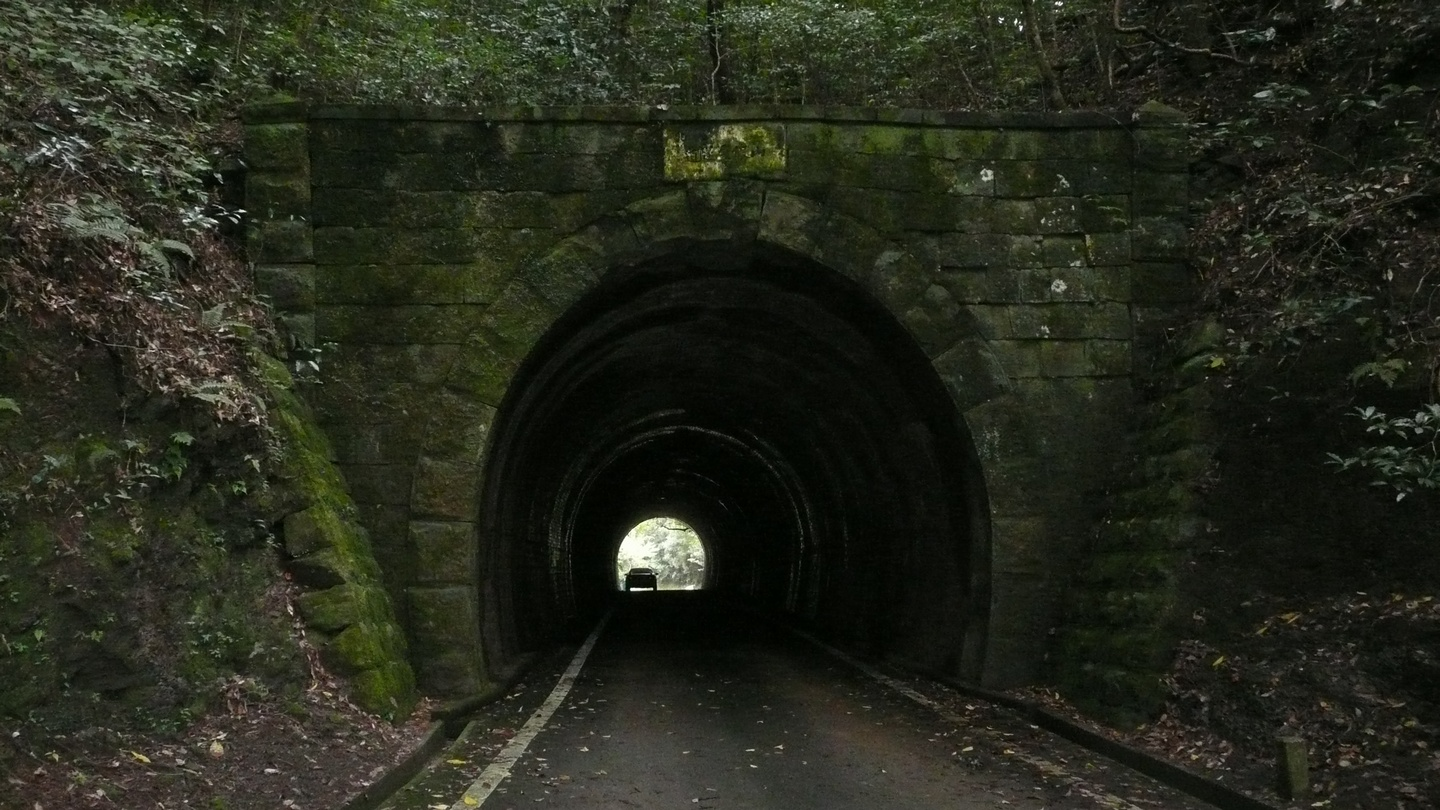
山仮屋隧道（旧道、2008年）

現路線と関連の深い日南高岡線（県道28号）についても記す。
- 天正 - 慶長年間（1600年前後） - 前身となる飫肥街道が開通。当時は山仮屋から花立山を越え東へ下るルート。
- 1685年（貞享2年） - 水戸藩の佐々助三郎が飫肥街道を利用[3]。
- 1887年（明治20年）ごろ - 現行路線のうち宮崎-清武間が開通[4]。
- 1890年（明治23年） - 山仮屋隧道が着工[4]。
- 1892年（明治25年） - 山仮屋隧道が開通[4]。
- 1894 - 95年ごろ - 宮崎 - 飫肥間の県道として全通[4]。北郷町山仮屋 - 北郷町郷之原間が「花立山越え」の東回りから、現在の西回りに変更された。
- 1919年（大正8年） - 県道として廃止。大戸野 - 田野間の県道（現・日南高岡線）認定に伴うもの[4]。
- 1926年（大正15年/昭和元年） - 県道として復活[5]。大戸野 - 田野間の県道整備が不十分であったための措置[6]。
- 1954年（昭和29年）11月5日 - 現行道路法において大戸野 - 田野間の県道が主要地方道日南高岡線として認定[7]。
- 1955年ごろ - 日南高岡線のうち北郷-田野間が開通[8]。
- 1959年（昭和34年）6月1日 - 現行道路法において、現路線が一般県道北河内宮崎線として認定[9]。
- 1972年（昭和47年）4月18日 - 現路線が主要地方道宮崎北郷線[注釈 5]として認定[2]。
- 1993年（平成5年）
  - 2月4日 - 同じ山岳ルートの日南高岡線の改良工事が完了[10]。
  - 5月11日 - 建設省から、県道宮崎北郷線が宮崎北郷線として主要地方道に再指定される[11]。
- 1996年（平成8年）11月1日 - 文化庁が飫肥街道を「歴史の道百選」に選定[12]。
- 1998年（平成10年）10月22日 - 山仮屋隧道を近代土木遺産として宮崎県の有形文化財に指定[13]。
- 2011年（平成23年）3月15日 - 宮崎市清武町の「美人坂」区間（宮崎国際大学・宮崎学園短期大学付近）を迂回するバイパス道路が開通。従来の路線（美人坂）も引き続き本路線に認定されており、複数経路区間となる[14]。
- 2016年（平成28年）3月28日 - 国道269号との重用区間であった起点・源藤交差点（宮崎市源藤町）から追分交差点（宮崎市清武町加納）間が県道27号の単独区間となる[15][16]。
- 2023年（令和5年）7月3日 - 7月2日から3日にかけての豪雨災害により宮崎市清武町の「美人坂」区間の路肩が決壊、全面通行止めとなる[17]。2024年9月現在も規制継続中[18]。

## 路線状況

### 通称
- 飫肥街道

### 重複区間
- 宮崎県道13号高岡郡司分線（宮崎市清武町木原 - 清武町新町二丁目）

### 道路施設
- 宮崎県宮崎市
  - 源藤橋（八重川）
  - 牧の札橋（八重川） - 橋長33.1 m
  - 飫肥街道踏切（日豊本線）
  - 経田橋（宮崎自動車道）
  - 上使橋（清武川）
  - 小谷橋 - 橋長2.8 m
  - 鏡洲橋（小河内川） - 橋長17.0 m
  - 塩鶴橋（鏡洲川） - 橋長42.0 m
  - 塩鶴小橋（鏡洲川支流） - 橋長23.0 m、幅員11.8 m
  - 第一九平橋（谷川） - 読みは「だいいちここのびらはし」[19]。旧・飫肥街道の木造橋と石垣が残っている[19]。
  - 第二九平橋（谷川） - 旧・飫肥街道の木造橋と石垣が残っている[19]。
  - 堺橋（家一郷川） - 橋長19.8 m、幅員7.0 m。宮崎市と日南市の市境にある橋。
- 宮崎県日南市
  - 山仮屋隧道（北緯31度45分46.4秒 東経131度21分40.7秒 / 北緯31.762889度 東経131.361306度） - 長さ:約56 m、内部の高さ:約 4.3m、トンネル幅:約4.8 m、道路幅員:約3.8 m[20]。読みは「やまがりやずいどう」。現道ではなく旧・飫肥街道にある。

### 路線概略
当項目では飫肥街道（狭義）も含めた範囲（宮崎市源藤町 - 日南市飫肥間）について解説する。

#### 宮崎市（源藤町 - 清武町新町）

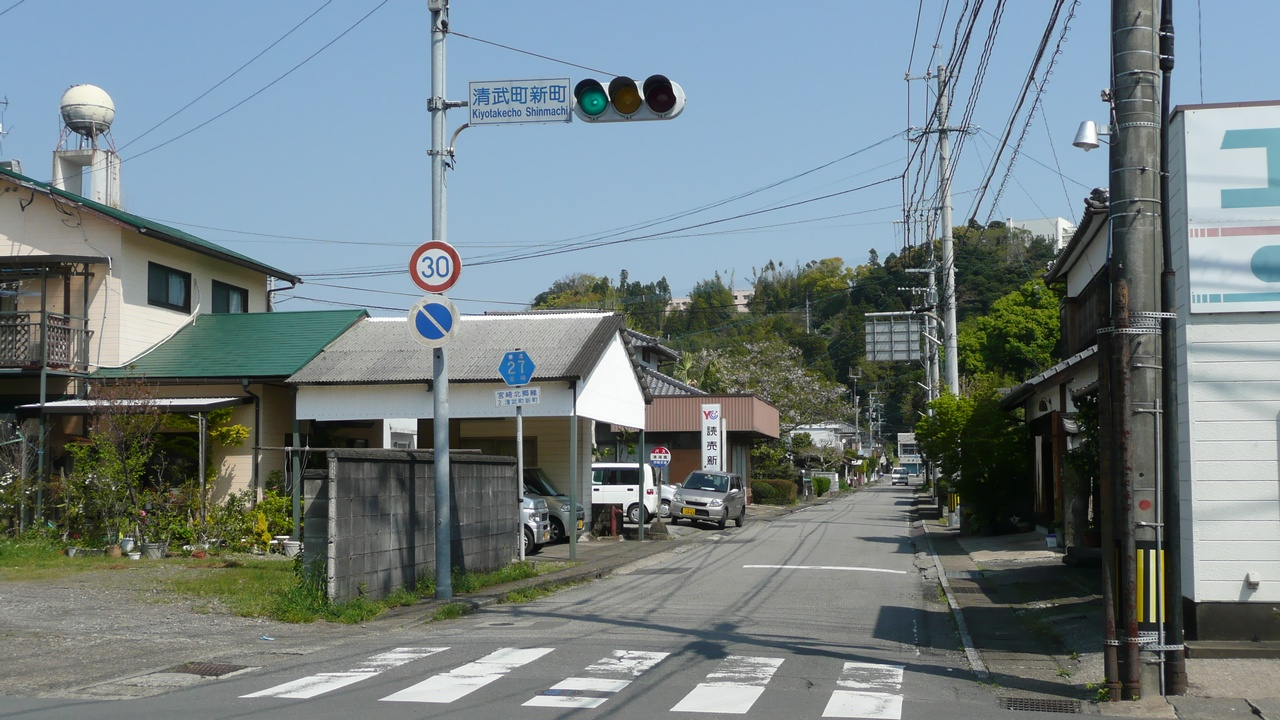
宮崎市清武町新町（2009年）

宮崎市の源藤交差点から清武町加納までは鹿児島街道（のちの国道269号）と重複する。鹿児島街道と飫肥街道との交差点（丁字路）には鹿児島街道と飫肥街道の分岐を示す「追分」の地名がある。前述のとおり当区間は国道269号との重複区間であったが、2008年に別ルートのバイパス道路（国道269号#加納バイパスを参照）が開通したことから、2016年3月に県道27号の単独区間となった。
追分からはJR日豊本線（飫肥街道踏切）を渡り、チンチン坂を登りつつ南下する。宮崎自動車道を橋梁で越え、飫肥藩の地頭所のあった中野地区へ至る。宮崎国際大学、宮崎学園短期大学が所在する。儒者の安井息軒、飫肥藩家老の平部嶠南は当地の出身である。
中野からは複数経路区間に入り改良・新造された主経路と旧来の未改良区間に分かれる。10％の急な傾斜の坂を下り（未改良区間のこの坂を宮崎学園短期大学関係者は「美人坂」と呼称する）、商人町であり宿場町であった新町に至り、高岡郡司分線（県道13号）に接続する。美人坂・新町の未改良区間は幅員狭小である。

#### 宮崎市（清武町新町 - 鏡洲）
新町から再び南下する。清武川を上使橋で渡り、永田地区で大久保木崎線（県道338号）と接続する。黒坂地区で宮崎大学清武キャンパス（医学部）の西側を通り、さらに約1km南で宮崎学園都市（宮崎大学木花キャンパスなど）へ向かう勢田木崎線（県道368号）が東へ分岐する。
清武町木原と宮崎市鏡洲の境は勢田峠（標高77m、国土地理院の地図には鏡洲峠北緯31度49分49.2秒 東経131度23分22秒と記載）を越える。当区間は飫肥街道時代の旧道が現存している。（通行不能）鏡洲小学校付近で宮崎市木崎方面へ向かう塩鶴木崎線（県道339号）との丁字路がある（県道27号から南下してきた場合、県道27号は右折、県道339号は左折）。

#### 宮崎市鏡洲 - 日南市北郷町山仮屋

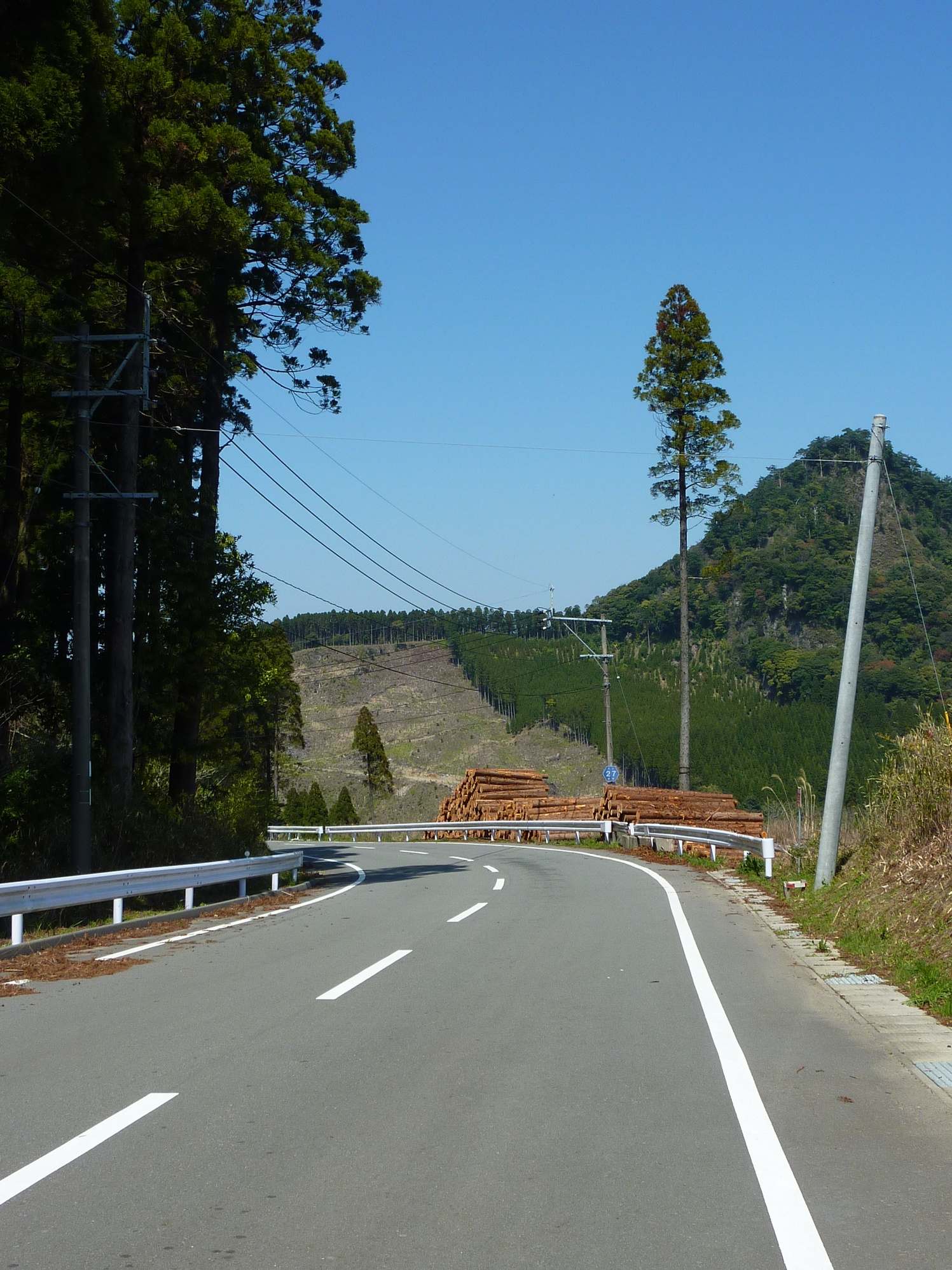
宮崎市鏡洲（2010年）

宮崎市鏡洲から日南市北郷町山仮屋、さらに（市役所総合支所の所在する）同市北郷町郷之原までは鰐塚山地（鵜戸山地）を縦断する区間であり、一部を除いて幅員狭小の未改良道路となる。
鏡洲からは双石山（ぼろいしやま）の西側を南下。道中の九平地区は飫肥藩清武郷最南の地で、茶屋が設置されていた。椿山峠（標高343.8 m）一帯はツバキなどが植樹された椿山森林公園として宮崎市が整備しており、飫肥街道が「殿様道路」として保存されている。椿山森林公園以北は改良工事が進み（右記画像を参照）、一部を除き2車線道路として整備されている。
椿山峠からは家一郷谷へと下り、郡界橋で日南市北郷町区域内に入る。切通しの2車線道路で貫く現道の脇に赤レンガ造りの「山仮屋隧道」がある。山仮屋隧道は宮崎県で最初の道路トンネルであり、1892年（明治25年）に完成、1998年（平成10年）10月に宮崎県の有形文化財に指定されている。

#### 日南市（北郷町山仮屋 - 北郷町郷之原）

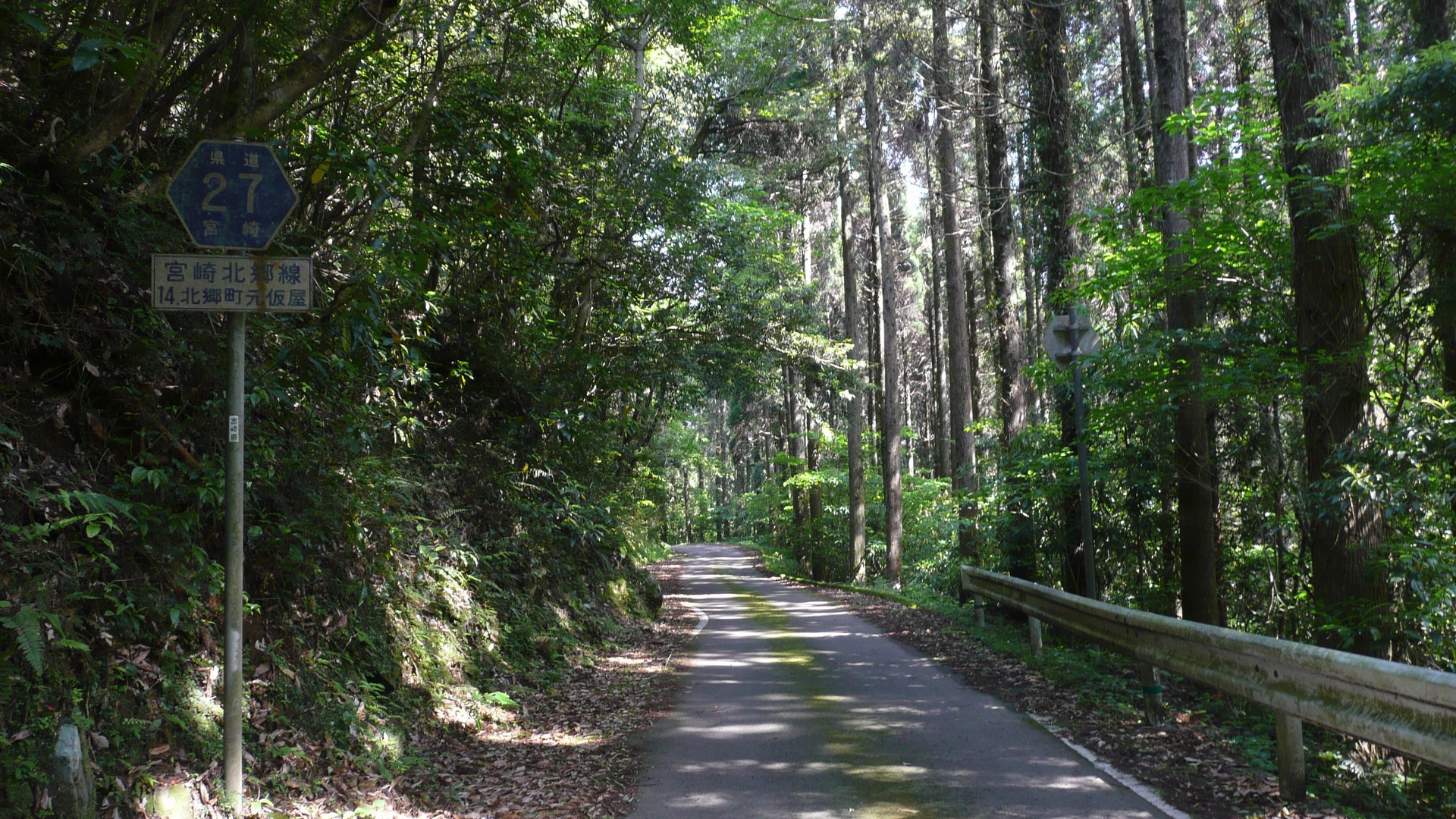
日南市北郷町元仮屋（2009年）

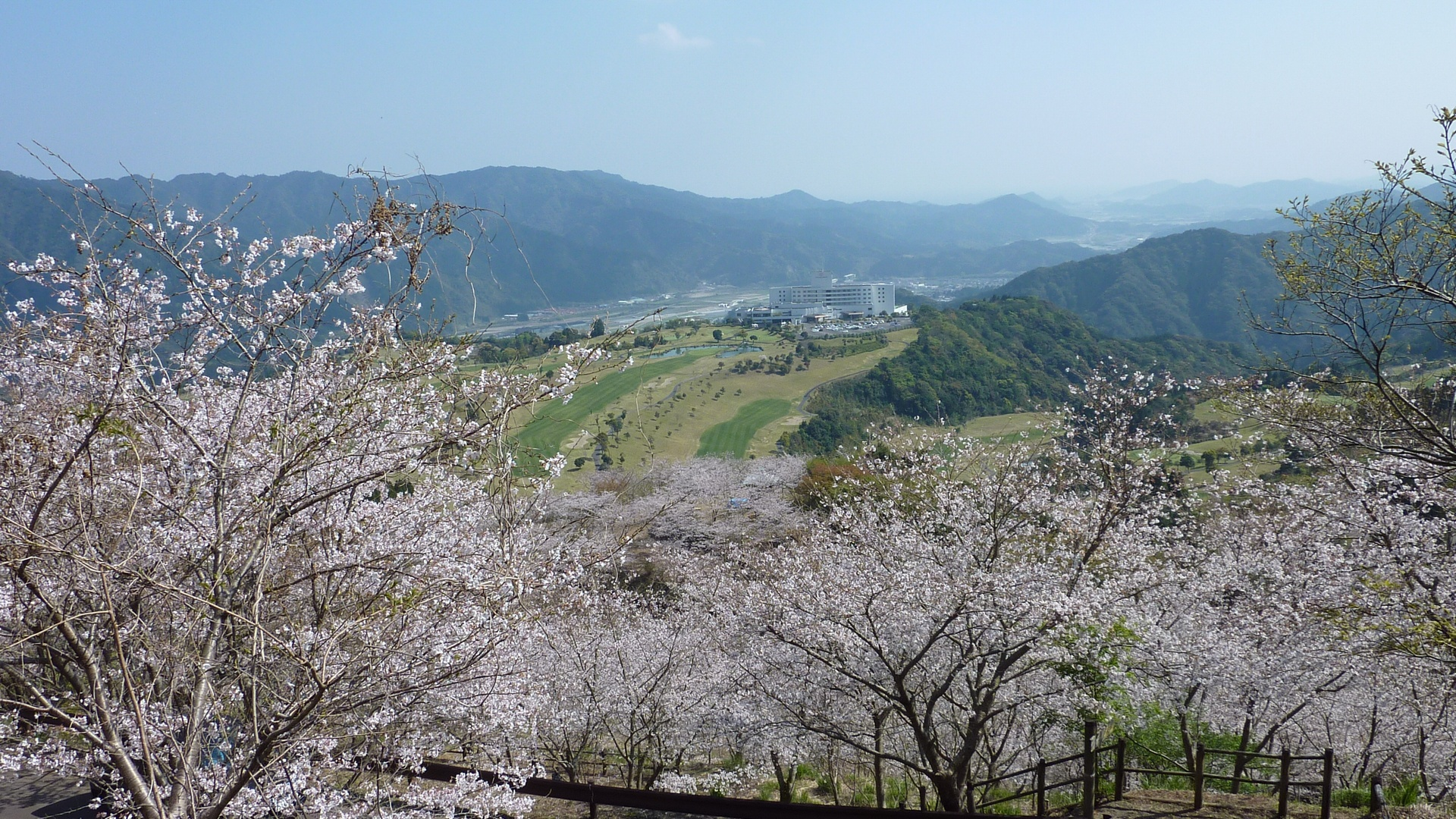
花立山の現況（2010年）

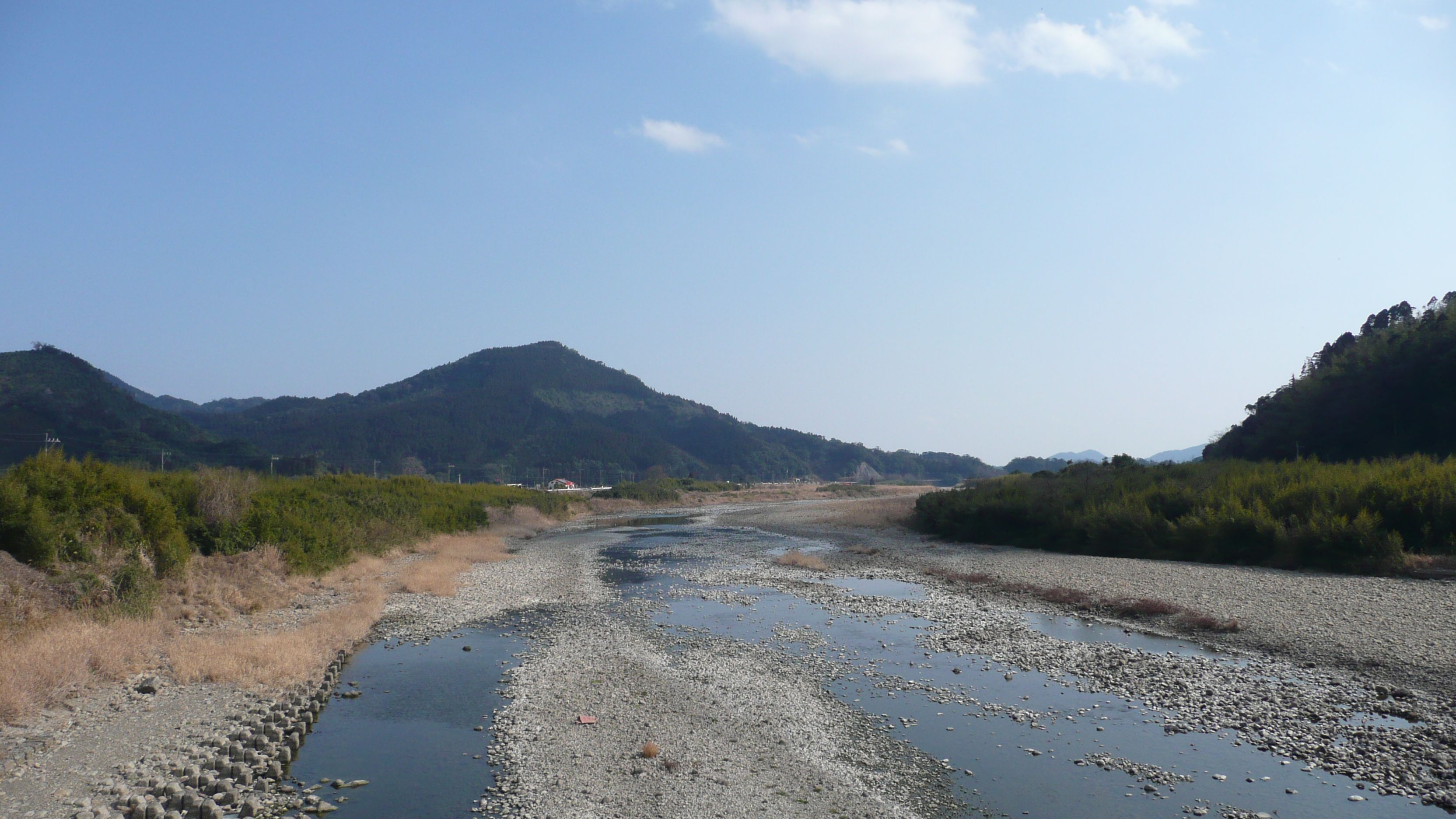
広渡川の大藤渡し跡（2008年）

山仮屋からは、県道27号（明治期以降のルート）は花立山の西を通り北河内に下るルート、飫肥街道は花立山を越えて郷之原へ下るルートの2路線に分かれる（地図は#外部リンクを参照）。
山仮屋で飫肥街道は現道より60 mほど高い、標高約400 mの地点を通る。当地には飫肥藩の関所「山仮屋関所」が置かれた。13戸の武士を配置し、人・物資の流れを監視していた。山仮屋関所付近は加江田川水系・広渡川水系の分水界である。江戸時代当時（1843年の参勤交代）は、飫肥城下を早朝出発すると山仮屋関所到着が昼時、清武新町で夕方となった。
街道は尾根沿いを南下、花立山山頂付近から山を下り、郷之原に至る。花立山 - 郷之原間が飫肥街道随一の難所とされた。かつては北郷フェニックスカントリークラブ付近に茶屋が存在し、旅人は必ず茶屋で休憩したという。現在はホテル北郷フェニックス・北郷フェニックスカントリークラブ、花立公園が整備され、往時の街道跡をたどるのは困難となった。
県道27号は北河内で日南高岡線（県道28号）に合流し、終点となる。

#### 日南市（北郷町郷之原 - 飫肥）
広渡川に沿う区間を中心に平坦な道が続く。JR日南線がほぼ並走する。
北郷町郷之原 - 北郷町大藤間は現在の日南高岡線（県道28号）に相当する。途中の立野（たての）には番所がおかれた。北郷町上大藤・大藤で広渡川を2回渡る。北郷町大藤からは現在の郷之原日南線（県道430号）に相当し、北郷町内之田を経て飫肥城下に至る。

#### 路線付近の標高

高低図（横軸は起点からの路線距離。橋梁・トンネル等の標高を除く）

## 地理

### 通過する自治体
- 宮崎市
- 日南市

### 交差する道路

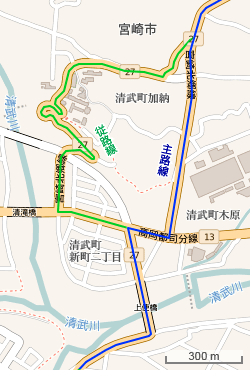
複数経路区間（宮崎市清武町）

| 交差する道路                                       | 市町村名 | 交差する場所       | 交差する場所      |
| -------------------------------------------------- | -------- | ------------------ | ----------------- |
| 国道220号 / 宮崎南バイパス                         | 宮崎市   | 源藤町             | 源藤交差点 / 起点 |
| 複数経路起点                                       | 宮崎市   | 清武町加納         | 中野地区          |
| 宮崎県道13号高岡郡司分線 重複区間起点              | 宮崎市   | 主路線：清武町木原 | 尾の下地区        |
| 宮崎県道13号高岡郡司分線 重複区間起点              | 宮崎市   | 従路線：清武町木原 | 清武町新町交差点  |
| 宮崎県道13号高岡郡司分線 重複区間終点 複数経路終点 | 宮崎市   | 清武町新町二丁目   | 上使橋北交差点    |
| 宮崎県道338号大久保木崎線                          | 宮崎市   | 清武町木原         | 清武町永田交差点  |
| 宮崎県道368号勢田木崎線                            | 宮崎市   | 清武町木原         | 黒坂地区          |
| 宮崎県道368号勢田木崎線                            | 宮崎市   | 清武町今泉丙       |                   |
| 宮崎県道339号塩鶴木崎線                            | 宮崎市   | 大字鏡洲           | 村内地区          |
| 宮崎県道28号日南高岡線                             | 日南市   | 北郷町北河内       | 谷合地区 / 終点   |

### 沿線
- 宮崎県宮崎市
  - 宮崎産業経営大学
  - 加納駅
  - ヴィバタウン加納
  - 宮崎銀行 加納支店
  - 明栄寺
  - ラピスセミコンダクタ宮崎工場
  - 宮崎国際大学
  - 宮崎学園短期大学
  - 黒坂保育園
  - 宮崎市立鏡洲小学校